# Chevroux (Vaud)
Pour les articles homonymes, voir Chevroux.
Chevroux est une commune suisse du canton de Vaud, située dans le district de la Broye-Vully. Citée dès le XIVe siècle, elle fait partie du district de Payerne entre 1803 et 2007. La commune est peuplée de 525 habitants en 2023. Son territoire, d'une surface de 435 hectares, se situe sur la rive sud du lac de Neuchâtel.

## Géographie
Jusqu'à sa dissolution, la commune faisait partie du district de Payerne. Depuis le 1er janvier 2008, elle fait partie du nouveau district de la Broye-Vully. Elle a des frontières communes avec Grandcour dans le canton de Vaud, ainsi qu'avec Estavayer et Gletterens dans le canton de Fribourg.
Le territoire communal se situe sur le plateau suisse, sur la rive sud du lac de Neuchâtel. La rive, peu profonde, est bordée d'une ceinture de roseaux d'un maximum de 500 mètres de largeur, puis d'une seconde ceinture de forêt d'environ 300 mètres. La commune s'étend ensuite sur une large crête entre le lac et la vallée de la Broye pour s'élever jusqu'à 485 mètres d'altitude à la hauteur du Chanel, point culminant de la commune. La frontière est et sud-est de la commune longe le lit du ruisseau de Robin qui rejoint ensuite le lac.
Le village de Chevroux se compose des deux quartiers de Chevroux-Dessus sur la colline et Chevroux-Dessous au bord du lac. La commune compte encore le village de La Motte au sommet de la crête ainsi qu'un certain nombre d'exploitations agricoles isolées.

## Histoire
La première apparition du nom du village date du XIVe siècle. Le nom de Chevroux est probablement dérivé de capra signifiant chèvre.
Durant la seconde moitié du XIXe siècle, des fouilles archéologiques sont menées et permettent de trouver différents outils datant des âges de la pierre et du bronze dont notamment des poignards en silex, des haches de pierre ou encore des scies emmanchées et ainsi atteste déjà de lointaines activités humaines à Chevroux. Le site des stations lacustres du néolithique de Chevroux est classé bien culturel d'importance régionale.
Durant l'époque savoyarde, Chevroux appartient à la seigneurie de Grandcour. Lors de la période bernoise, de 1536 à 1798, cette seigneurie est rachetée[précision nécessaire] par le bailliage d'Avenches à qui désormais appartient le village. Un seul bâtiment date de cette période : l'église. Elle est du XVe siècle. Le temple, quant à lui, est classé monument historique.

### Héraldique
| Blason de Chevroux | Blason  | D'argent à la chèvre saillante de sable, lampassée de gueules, sur un mont à trois coupeaux du second |
| Blason de Chevroux | Détails | Les armoiries de la commune sont dites parlantes, c'est-à-dire qu'elle représentent une chèvre, directement lié à l'origine du nom du village. Les armoiries de la commune sont adoptées et approuvées par le canton de Vaud en 1914, toutefois sans le mont à trois coupeaux adopté plus tardivement. |

## Population

### Gentilé et surnom
Les habitants de la commune se nomment les Chevrotins.
Ils sont surnommés les Perchettes, en référence aux perches qui abondent dans les eaux de ce village de pêcheurs.

### Démographie
Chevroux compte 525 habitants en 2023. Sa densité de population atteint 120 hab./km2.
En 2000, la population de Chevroux est composée de 187 hommes (48,8 %) et 196 femmes (51,2 %). La langue la plus parlée est le français, avec 355 personnes (91,3 %). La deuxième langue est l'allemand (22 habitants ou 5,7 % de la population). Il y a 361 personnes de nationalité suisse (92,8 %) et 28 personnes étrangères (7,2 %). Sur le plan religieux, la communauté protestante est la plus importante avec 270 personnes (69,4 %), suivie des catholiques (72 paroissiens ou 18,5 % de la population). 29 personnes (7,5 %) n'ont aucune appartenance religieuse.
La population de Chevroux est de 365 personnes en 1850. Elle monte à 429 personnes en 1870, puis descend lentement jusqu'à 276 personnes en 1980. Le nombre d'habitants remonte depuis et atteint 403 en 2010. Le graphique suivant résume l'évolution de la population de Chevroux entre 1850 et 2010 :
Sur le plan communal, Chevroux est dirigé par une municipalité formée de 5 membres et dirigée par un syndic pour l'exécutif et un Conseil général dirigé par un président et secondé par un secrétaire pour le législatif.

## Économie
Jusqu'au milieu du XXe siècle, l'économie communale était principalement tournée vers l'agriculture, l'arboriculture fruitière et l'élevage qui représentent encore une part importante des emplois locaux avec la pêche. D'autres emplois sont également disponibles dans les petites entreprises locales industrielles ou de services. Chevroux abrite également un chantier naval. Ces dernières décennies, le village s'est agrandi de plusieurs zones résidentielles occupées par des personnes travaillant principalement dans la région de Payerne.
La commune compte encore une épicerie et trois restaurants.

## Transports
Au niveau des transports en commun, Chevroux fait partie de la communauté tarifaire fribourgeoise Frimobil. Le bus CarPostal reliant Payerne-Chevroux-Payerne s'arrête dans la commune. Le village est aussi desservi par les bus sur appel Publicar, qui sont aussi un service de CarPostal. En été, le port de Chevroux est desservi par la ligne Neuchâtel-Estavayer-le-Lac-Neuchâtel de la Société de navigation sur les lacs de Neuchâtel et Morat.

## Monuments
Les sites palafittiques de Chevroux–La Bessime et de Chevroux–Village sont inscrits au patrimoine mondial de l'UNESCO, ainsi que comme biens culturels d'importance régionale dans la liste cantonale dressée en 2009.

## Vie locale
La commune de Chevroux compte plusieurs associations dont un chœur mixte, une société de jeunesse et une abbaye vaudoise, ainsi que des clubs de voile, football, tir sportif et pétanque.

## Sources
- (de) Cet article est partiellement ou en totalité issu de l’article de Wikipédia en allemand intitulé « Chevroux VD » (voir la liste des auteurs).